# Бурмасово (Вологодская область)
Бурмасово — деревня в Усть-Кубинском районе Вологодской области.
Входит в состав Заднесельского сельского поселения, с точки зрения административно-территориального деления — в Заднесельский сельсовет.
Расстояние по автодороге до районного центра Устья — 23 км, до центра муниципального образования Заднего — 5 км. Ближайшие населённые пункты — Поповское, Семернинское, Пакутино, Осилково.
По переписи 2002 года население — 4 человека.